# Roubaix - Charles-de-Gaulle (métro de Lille)
La station Roubaix - Charles-de-Gaulle est une station de la ligne 2 du métro de Lille, située à Roubaix. Inaugurée le 18 août 1999, la station permet de desservir le quartier Épeule - Trichon à Roubaix.

## La station

### Situation
La station se situe sous la place du Métro-Charles-de-Gaulle dans le quartier Épeule - Trichon à Roubaix. La place se situe en droit de la rue de Lille, en face de la rue Charles-Quint. Cette dernière permet de rejoindre la ligne R du tramway de Lille - Roubaix - Tourcoing à hauteur de l'arrêt Jean-Moulin.
Elle est située sur la ligne 2 entre les stations Épeule - Montesquieu et Eurotéléport, toutes deux à Roubaix.

### Origine du nom
Elle doit son nom au boulevard du Général-de-Gaulle qui se situe à proximité. Il s'agit d'une portion du Grand Boulevard, boulevard qui relie Roubaix à Tourcoing et à Lille par le Croisé-Laroche.

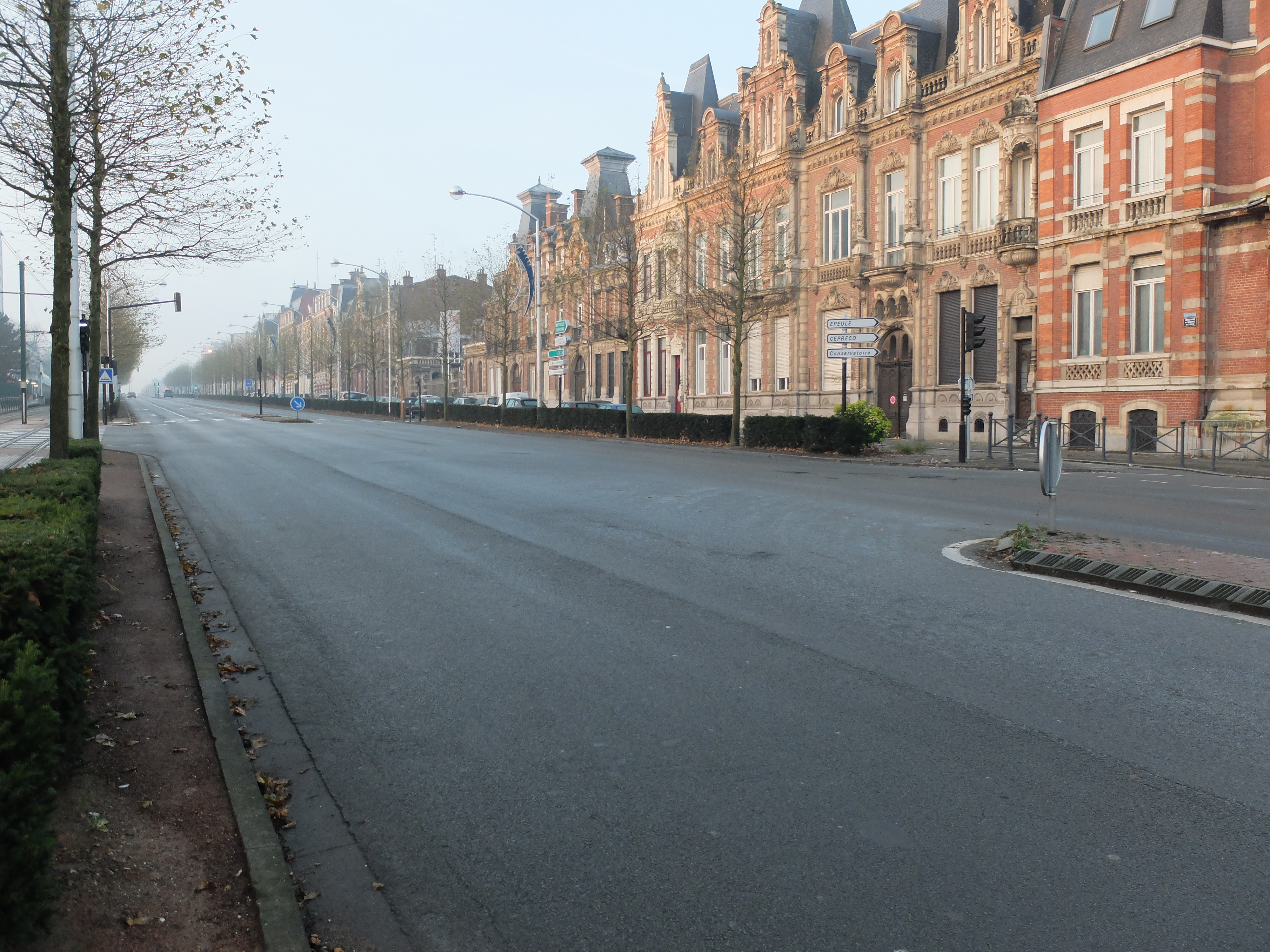
Boulevard du Général de Gaulle

### Histoire
La station de métro est inaugurée le 18 août 1999.

### Architecture
Jean-Claude Burdese est l'architecte de la station, Pascal Barbe en est l'artiste.
Cette station est bâtie sur deux niveaux puis comporte un accès et un ascenseur en surface.
- niveau - 1 : vente et compostage des tickets, choix de la direction du trajet
- niveau - 2 : voies centrales et quais opposés

## Intermodalité
La station n'est desservie par aucune ligne de bus.

## À proximité
- Conservatoire de Roubaix
- Lycée Saint-Martin